# Nordfriesland (Schiff, 1886)
Die Nordfriesland war ein Passagierdampfer, der zwischen Harle, Neuharlingersiel und Spiekeroog als Fährschiff verkehrte.

## Das Schiff
Die Nordfriesland wurde wahrscheinlich 1886 unter dem Namen Hammer für den Verkehr zwischen Husum und Sylt gebaut. 1907 wurde der Dampfer von der Badeverwaltung gekauft und zum Verkehr zwischen Neuharlingersiel, Harle und Spiekeroog eingesetzt und in Nordfriesland umgetauft.
1912 wurde die Nordfriesland durch das Motorschiff Spiekeroog ersetzt.
Der Verbleib des Dampfers ist nicht bekannt, jedoch ist zu vermuten, dass er im Ersten Weltkrieg verloren gegangen ist.